# Monotes
Monotes är ett släkte av tvåhjärtbladiga växter. Monotes ingår i familjen Dipterocarpaceae.

## Dottertaxa tillMonotes, i alfabetisk ordning[1]
- Monotes adenophyllus
- Monotes africanus
- Monotes angolensis
- Monotes autennei
- Monotes caloneurus
- Monotes carrissoanus
- Monotes dasyanthus
- Monotes discolor
- Monotes doryphorus
- Monotes elegans
- Monotes engleri
- Monotes gigantophyllus
- Monotes glaber
- Monotes glandulosus
- Monotes gossweileri
- Monotes hirtii
- Monotes hutchinsonianus
- Monotes hypoleucus
- Monotes katangensis
- Monotes kerstingii
- Monotes loandensis
- Monotes lutambensis
- Monotes madagascariensis
- Monotes magnificus
- Monotes mutetetwa
- Monotes noldeae
- Monotes oxyphyllinus
- Monotes paivae
- Monotes pearsonii
- Monotes redheadii
- Monotes rubriglans
- Monotes rufotomentosus
- Monotes schmitzii
- Monotes xasenguensis